# Juniorallsvenskan
Als Juniorallsvenskan wird die höchste Spielklasse der schwedischen Fußballmeisterschaft der U-19-Junioren bezeichnet. 

## Aktueller Modus
Seit 2009 spielen 28 Mannschaften in zwei Staffeln mit jeweils 14 Mannschaften vier Teilnehmer an der im Pokalmodus ausgetragenen Endrunde bzw. die Absteiger aus. In jeweils einer Partie werden die Halbfinals bzw. das Endspiel ausgetragen.

## Geschichte
Während bereits in den 1960er Jahren auf Regionalverbandsebene Juniorenauswahlmannschaften eine Meisterschaft ausspielten, wurde 1982 für U-18-Junioren auf Vereinsebene eine Landesmeisterschaft ausgetragen. Der erste Meister war die Nachwuchsmannschaft von Malmö FF. 2009 wechselte man auf den heute üblichen Modus. 

### Bisherige Titelträger
U-18-Mannschaften:
- 1982: Malmö FF
- 1983: IFK Sundsvall
- 1984: Örebro SK
- 1985: IFK Eskilstuna
- 1986: IFK Göteborg
- 1987: IFK Göteborg
- 1988: IFK Göteborg
- 1989: IF Brommapojkarna
- 1990: Lundby IF
- 1991: IFK Norrköping
- 1992: Helsingborgs IF
- 1993: Malmö FF
- 1994: Djurgårdens IF
- 1995: Gunnilse IS
- 1996: IFK Göteborg
- 1997: IFK Göteborg
- 1998: Malmö FF
- 1999: IFK Göteborg
- 2000: Västra Frölunda IF
- 2001: Malmö FF
- 2002: Örgryte IS
- 2003: Djurgårdens IF
- 2004: AIK
- 2005: BK Häcken
- 2006: IF Brommapojkarna
- 2007: AIK
- 2008: IF Brommapojkarna

U-19-Mannschaften:
- 2009: IF Elfsborg
- 2010: Malmö FF
- 2011: BK Häcken
- 2012: Halmstads BK
- 2013: IFK Göteborg
- 2014: BK Häcken
- 2015: IFK Göteborg
- 2016: Malmö FF
- 2017: IF Elfsborg